# Ramecourt (Vosges)
Ramecourt is een gemeente in het Franse departement Vosges (regio Grand Est) en telt 175 inwoners (1999). De plaats maakt deel uit van het arrondissement Neufchâteau.

## Geografie
De oppervlakte van Ramecourt bedraagt 3,2 km², de bevolkingsdichtheid is 54,7 inwoners per km².
De onderstaande kaart toont de ligging van Ramecourt (Vosges) met de belangrijkste infrastructuur en aangrenzende gemeenten.

## Demografie
Onderstaande figuur toont het verloop van het inwonertal (bron: INSEE-tellingen).